# Margidunum

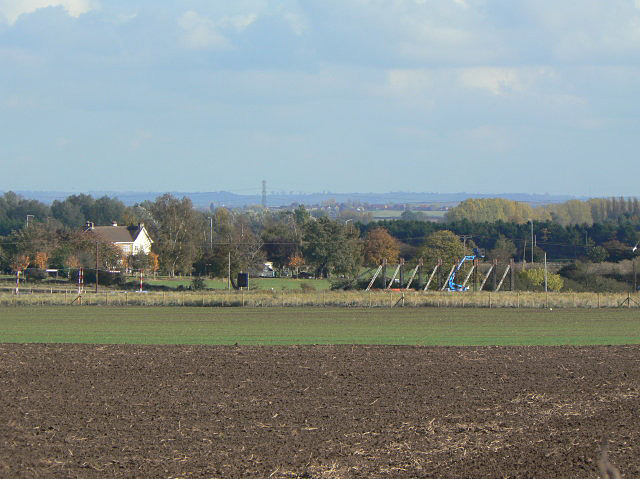
Vista hacia Margidunum

Margidunum fue un asentamiento romano en Fosse Way en Castle Hill, cerca de la actual Bingham, en Nottinghamshire, Inglaterra. El sitio es un Monumento Programado protegido.

## Descripción
Margidunum en latín significa 'fuerte margoso', por la marga local, un tipo de suelo arcilloso rico en cal. Sin embargo, el arqueólogo Felix Oswald esperaba que los romanos hubieran adoptado un nombre de lugar existente y determinó que su significado celta era "el fuerte de la llanura del rey", siendo el terreno elevado una posición adecuada para el castro del rey de los tribu de los coritanos.
El Itinerario de Antonino, un registro romano de lugares y caminos del siglo II (Iter Britanniarum VI y VIII) ubica a Margidunum como MARGIDVNO a medio camino entre Ratae (Leicester) y Lindum (Lincoln) en Fosse Way. Los hallazgos de equipo militar establecieron que inicialmente era un puesto militar alrededor de 55 a 60 d. C., aunque no se han encontrado partes de una estructura de fuerte. Los fuertes se ubicaron a intervalos cercanos a lo largo de Fosse Way para proteger el territorio romano de las tribus hostiles de los brigantes e icenos.
Luego, se desarrolló un asentamiento civil alrededor de 70-80 d. C. a ambos lados de Fosse Way, indicado por varios edificios rectangulares simples a lo largo de un tramo de aproximadamente 1 km del camino. Se han encontrado dos villas romanas a menos de 3 km del asentamiento, así como granjas romanas en los alrededores. Una defensa de movimiento de tierra en forma de romboide se construyó a fines del siglo II alrededor del campamento, encerrando alrededor de 7 u 8 acres. Posteriormente se construyó un muro de piedra de casi 3 m de ancho frente a la muralla de tierra, con dos fosos más allá. El fuerte estaba protegido al sur y al este por pantanos. Permaneció ocupado hasta aproximadamente el año 500 d. C.

## Investigaciones
En 1722, William Stukeley visitó el sitio y documentó, en su libro Itinerarium Curiosum de 1724, sus observaciones de los cimientos romanos de muros, pisos de casas y postes de roble espaciados regularmente. En 1896, se informó que el campo 'Castle Hill Close' en 'Foss Road' era el supuesto sitio de la importante estación romana de Margidunum, con cerámica y monedas romanas encontradas allí.
Las excavaciones fueron realizadas por la Universidad de Nottingham en la década de 1920 por Felix Oswald, y nuevamente en la década de 1960 por Malcolm Todd. Oswald encontró artefactos prehistóricos que incluyen una punta de flecha de pedernal de la Edad del Bronce, hachas de piedra pulida y hachas de bronce. Las excavaciones del siglo XX descubrieron los muros de piedra y los pisos de losas de piedra o pisos de arcilla batida de más de 20 edificios romanos en el sitio. Los cimientos de tres grandes edificios adyacentes muestran que fueron los más elaborados del sitio. Numerosos fragmentos de vidrios de ventanas, tejas y evidencias de calefacción por suelo radiante (suelos elevados sobre pilares y tejas de caja) indican que uno de estos edificios era una casa de baños. Habría tenido paredes de piedra, mientras que los otros edificios tenían entramado de madera con paredes de bahareque. El edificio más grande no tenía divisiones internas, por lo que era probable que fuera un edificio público. También se descubrieron fragmentos de yeso de pared decorado, baldosas de mosaico, cerámica, una rejilla de hierro, maderas carbonizadas, varios pozos, tanques de agua y monedas. El pozo claudiano más antiguo estaba revestido con tablones de roble revestidos de arcilla, mientras que los pozos posteriores estaban revestidos con piedra. Los pozos extraían agua de la fuente subterránea de los cercanos Newton Springs.
Oswald identificó la ruta de otros dos caminos que cruzan el campamento. Dedujo que uno de estos probablemente se usó para transportar plomo desde las minas de plomo de Lutudarum en Derbyshire, porque un gran lingote de plomo inscribió C.IVL. PROTI. BRIT LVT. EX. ARG. fue encontrado en 1848 en Hexgrave Park cerca de Mansfield.
El sitio de Margidunum ahora se encuentra principalmente en tres campos, pero está parcialmente cubierto por una rotonda construida en 1968.

## Sitios cercanos
El fuerte romano de Ad Pontem (en East Stoke cerca de Newark) estaba 10 millas más al norte a lo largo de Fosse Way. También era un pequeño fuerte del siglo I con un recinto similar de movimiento de tierras en forma de romboide. Se desarrolló un asentamiento en el sitio y la ocupación romana continuó hasta el siglo IV. Allí también se encontraron dos cabañas de la Edad del Hierro.
También se han descubierto campamentos romanos en las cercanías de Calverton y Farnsfield, y también son Monumentos Planificados.